# Gerd de Keijzer
Gerd de Keijzer, né le 18 janvier 1994, à Hoogeloon, est un coureur cycliste néerlandais. Il est membre de l'équipe Novo Nordisk.

## Biographie
Gerd de Keijzer participe à ses premières courses cyclistes à l'âge de huit ans. L'année suivante, il est diagnostiqué d'un diabète de type 1. Malgré la maladie, il décide de continuer le vélo.
En 2013, il intègre la réserve de la formation Novo Nordisk, composée uniquement de coureurs diabétiques de type 1. Il passe ensuite professionnel dans l'équipe première en 2015.